# Guillem Sagrera
Guillem Sagrera (* 1380 in Felanitx auf Mallorca; † 1456 in Neapel) war ein spanischer Bildhauer, Baumeister und Architekt der Gotik.

## Leben
Guillem Sagrera wurde als Sohn des Steinmetz Antoni Sagrera geboren. Bereits 1397 arbeitete er zusammen mit seinem Vater in der Werkstatt Mirador als Steinmetz und Bildhauer. Dort erhielt er seine erste Ausbildung, vor allem von Jean de Valenciennes, einem Bildhauer aus Frankreich.
1404 arbeitete er mit Jean de Valenciennes an der Franziskanerkirche Sant Jaume in Perpignan. 1410 leitete er die Wiederherstellung des Turms der Kathedrale Sainte-Eulalie-et-Sainte-Julie in Elne, wo er auch Skulpturen und das Wappen von Bischof Jerónimo de Ocón fertigte. Während dieser Zeit wurde er zum Steinmetzmeister ernannt. 1416 folgten weitere Arbeiten an der Kathedrale Sant Joan Baptista in Perpignan.
Im Zeitraum von 1420 bis 1447 lag Sagreras intensivste Schaffensperiode. Zu jener Zeit war er mit Jaumina Tura verheiratet. Er hatte eine Gruppe von Mitarbeitern, unter ihnen Antoni Jaume, die Vilasclar-Brüder und später seine beiden Söhne. In dieser Zeit entstanden die Arbeiten an der Kathedrale von Palma und Llotja dels Mercaders, ebenfalls in Palma. Die letzte Phase seiner Tätigkeit fand in Neapel zwischen 1447 und 1455 am Hofe von Alfons V. (Aragón) statt, wo er die Renovierungsarbeiten am Castel Nuovo leitete.

## Werke
Seine weltweit bekannten Werke sind die Arbeiten an der Kathedrale von Palma de Mallorca, Llotja dels Mercaders ebenfalls in Palma, Pfarrkirche Sant Miquel in seinem Geburtsort Felanitx und die Renovierungsarbeiten am Castel Nuovo in Neapel.